# Новокучерлинский
Новокучерлинский — посёлок в Туркменском районе (муниципальном округе) Ставропольского края России.

## География
Расстояние до краевого центра: 153 км.
Расстояние до районного центра: 31 км.

## История
В 1964 году Указом Президиума ВС РСФСР посёлок Третья ферма совхоза «Красный Маныч» переименован в Новокучерлинский.
На 1 марта 1966 года посёлок входил в состав Красноманычского сельсовета Апанасенковского района Ставропольского края:8.
До 16 марта 2020 года посёлок входил в упразднённый Новокучерлинский сельсовет.

## Население
| 1989 | 2002 | 2010 | 2014 |
| ---- | ---- | ---- | ---- |
| 397  | ↘289 | ↘155 | ↘100 |

По данным переписи 2002 года, в национальной структуре населения русские составляли 32 %, даргинцы — 62 %.

## Инфраструктура
- Сельская библиотека № 11. Открыта 27 мая 1968 года[9]
- Газифицирован осенью 2010 года